# 茲布魯伊
50°9′5″N 24°56′6″E / 50.15139°N 24.93500°E
茲布魯伊（烏克蘭語：Збруї），是烏克蘭西部的村莊，隸屬利維夫州的佐洛奇夫區。該村面積0.57平方公里，海拔高度210米，2001年人口154，人口密度每平方公里268.29人。